# Чернигово
Чернѝгово е село в Южна България, община Ардино, област Кърджали.

## География
| Население по години | Население по години |
| ------------------- | ------------------- |
| 1975 г.             | 794 души            |
| 1985 г.             | 535 души            |
| 1992 г.             | 255 души            |
| 2001 г.             | 72 души             |
| 2011 г.             | 68 души             |
| 2019 г.             | 173 души            |

Село Чернигово се намира в най-източната част на Западните Родопи, на 4 – 5 km западно от границата им с Източните Родопи, на около 17 km запад-северозападно от центъра на град Кърджали и 9 km север-североизточно от град Ардино. Застроено е по възвишение с преобладаващ наклон на изток-югоизток. Надморската височина в западния край на селото е около 820 m, а в източния – около 730 m. Северно от село Чернигово започва – почти без преход, рядката крайпътна застройка на село Търна.

## История
Село Чернигово е създадено при отделяне от село Долно Прахово през 1968 г. на махалите Чернигово и Търне.
През 1986 г. от село Чернигово се отделя село Търна.
Във фондовете на Държавния архив Кърджали, списък на фондове от масив „С“, фонд 1320, се съхраняват документи на/за Начално училище, „Васил Левски“ – с. Чернигово, Кърджалийско от периода 1947 – 1985 г.; промени в наименованието на фондообразувателя:
– Начално училище „Васил Левски“ – с. Чернигово, Кърджалийско (1946 – 1965);
– Основно училище „Васил Левски“ – с. Чернигово, Кърджалийско (1965 – 1981);
– Начално училище „Васил Левски“ – с. Чернигово, Кърджалийско (1981 – 1985).

## Население
Преброяване на населението през 2011 г.
Численост и дял на етническите групи според преброяването на населението през 2011 г.:
|                     | Численост | Дял (в %) |
| Общо                | 68        | 100,00    |
| Българи             | 0         | 0,00      |
| Турци               | 65        | 95,58     |
| Цигани              | 0         | 0,00      |
| Други               | 0         | 0,00      |
| Не се самоопределят | 0         | 0,00      |
| Неотговорили        | 1         | 1,47      |

## Религии
Изповядваната религия в село Чернигово е ислям.

## Обществени институции
Село Чернигово към 2020 г. е център на кметство Чернигово.